# Naum Veqilharxhi
Naum Veqilharxhi, nato Naum Bredhi (Vithkuq, 1797 – Istanbul, 1854), è stato un avvocato e studioso albanese.

Firma di Naum Veqilharxhi

Nel 1844 ha creato un alfabeto unico per la lingua albanese con caratteri da lui stesso creati, noto come alfabeto Vithkuqi. Veqilharxhi è una delle figure più importanti del Rinascimento Nazionale Albanese, ed è considerato dagli albanesi come il loro ideologo.
Nel 1854 i turchi lo assassinarono ad Istanbul.

## Biografia
Naum Veqilharxhi nacque nel 1797 col nome di Naum Bredhi presso il villaggio di Vithkuq, nei pressi di Korçë nel sud dell'Albania. Il padre Panajot Bredhi era un amministratore di Ali Pashë Tepelena, il sovrano del Pashalik di Giannina. Nel 1800, la famiglia Veqilharxhi lasciò Vithkuq a causa dell'afflusso dei turchi e del processo feroce di mussulmanizzazione della società (1800-1823). La famiglia era molto cristiana e patriottica essa non accettava la violenta e obbligata conversione da parte dei turchi così il padre di Naum, Panayiotis Veqilharxhi scelse come destinazione un Principato rumeno: Tara Romaneasca. In Romania, Naum Veqilharxhi studio legge. In qualità di studente egli prese parte alla rivolta dei valacchi del 1821. Pochi anni dopo andò a lavorare a Braila come avvocato e, una volta diventato molto ricco, usò il suo denaro per promuovere le idee del Rinascimento Nazionale Albanese. In Brăila entrò a far parte di un'organizzazione degli intellettuali albanesi, che consideravano lo sviluppo della lingua albanese e la sua cultura necessaria per il Rinascimento Nazionale Albanese.

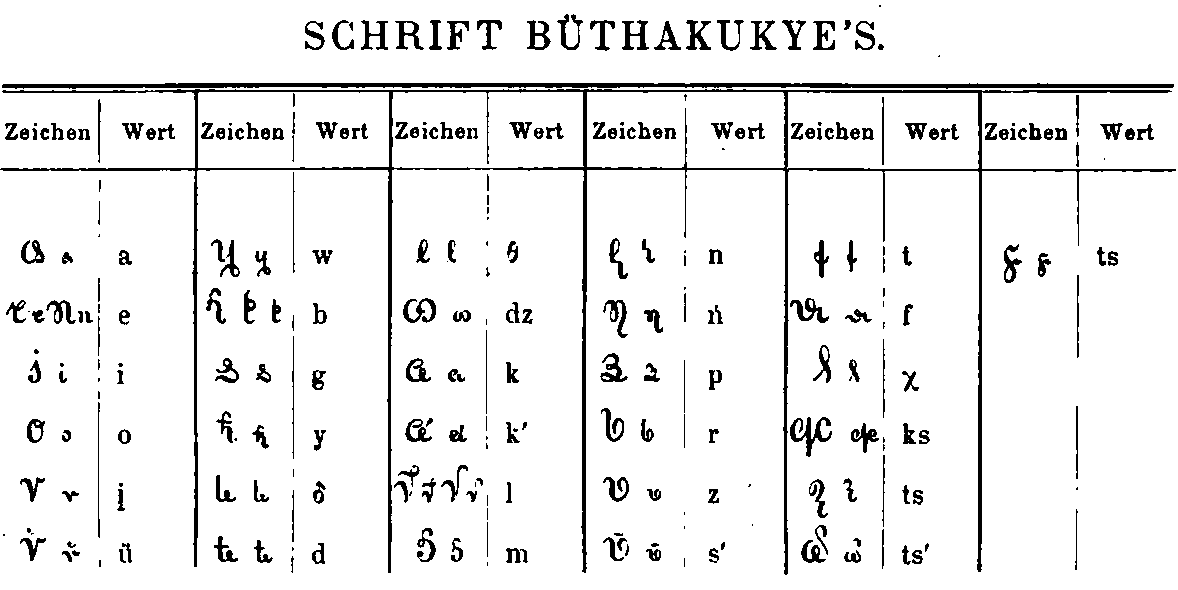
L'alfabeto creato da Naum Veqilharxhi

Nel 1825, iniziò la creazione del suo alfabeto della lingua albanese. La versione finale di questo alfabeto era di trentatré lettere, i cui caratteri sono stati inventati da Veqilharxhi, è vennero stampati nel 1844 con il titolo Evëtori Shqip Fort I Shkurtër (in italiano: Il più utile e conciso alfabeto albanese). Veqilharxhi evitò l'uso delle lettere latine, greche e arabe a causa delle associazioni religiose e delle divisioni che i Paesi utilizzanti tali lingue stavano portando all'Albania Etnica. L'alfabeto di Veqilharxhi venne prima distribuito a Korçë e poi verso ovest fino a Berat, dove raggiunse un grande successo. Il 22 aprile 1845 Thanas Paskali, una delle persone più importanti di Korce, insieme ad altri notabili inviarono una lettera a Veqilharxhi chiedendogli di inviare il maggior numero di copie possibili.
Con il suo pensiero rivoluzionario Naum Veqilharxhi riteneva che l'apprendimento e la costruzione di una cultura albanese potesse portare la patria tra le nazioni importanti del '800. Egli pensava che non ci potesse essere liberazione politica senza prima ottenere una liberazione culturale. Attraverso un punto di vista razionalista, vide gli albanesi come una nazione con un carattere unico, avente una propria lingua, costumi tradizionali e con un tesoro culturale ereditato dagli antichi Illiri.
Egli ha esortato gli albanesi ad aprire gli occhi e a cercare il risveglio della coscienza nazionale. Aveva fiducia nelle capacità e nelle virtù del suo popolo, ma era preoccupato per i traditori che erano al servizio degli stranieri.
Naum Veqilharxhi vide un grande rischio nelle scuole straniere aperte in tutti i territori dell'Albania Etnica. Si impegno affinché la scuola albanese fosse laica e potesse dare un valido insegnamento a tutti gli albanesi. Decise di insegnare la lingua facendo riferimento alle antiche parole tramandate di generazione in generazione e volle cancellare le parole straniere che inquinavano la lingua albanese.
Naum Veqilharxhi creò una società culturale unita e diede insegnamenti ad altri patrioti. A causa di questo impegno culturale e politico egli venne avvelenato ad Istanbul. Naum Veqilharxhi diede una svolta importante nella storia del popolo albanese.